# 米佐拉姆邦
米佐拉姆邦（拉丁字母轉寫：Mizoram）是位於印度東北部的一個邦。2011年人口為890,000。面積21081km²。米佐人的祖先來自東南亞。

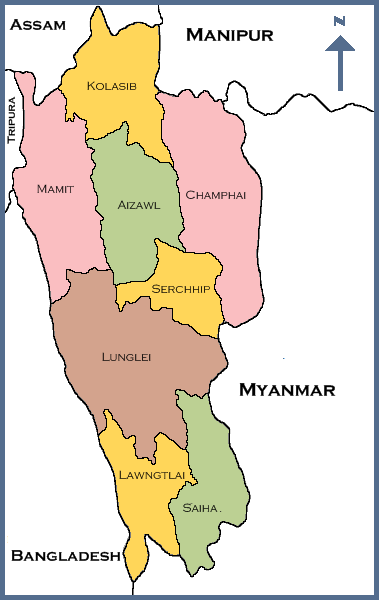
米佐拉姆邦行政区划

## 人口

### 民族
米佐拉姆邦的主要民族是米佐人，使用米佐语。米佐族分為很多的亞族，其中最大的是Lushai（卢赛部落），幾乎佔了全邦三分之二的人口。其他亞族包括有Ralte、Hmar、Paihte、Poi、Mara及Pawi，此外還有不屬米佐族，源自缅甸若开的查克瑪人。

### 语言
该邦的官方语言为米佐语和英语。

### 宗教
全邦約87%的人口为基督徒，是印度四个以基督教為主的邦之一。少数人信仰佛教或印度教。
几乎所有的米佐族人都信奉基督教，大多屬于長老宗或浸信宗。另外少数民族查克瑪族信奉混合了印度教和萬物有靈成份的南传佛教。
1980年代，一位本地研究者宣佈米佐人是「以色列人失落的支派」，其後大約有5,000名米佐人和庫奇人（與米佐人相關的一個民族）在近年歸信了猶太教。然而邦內最具影響力、差不多包括了75万米佐族人口的基督教會认为這種說法是無稽之談。
然而於2005年4月1日，以色列的瑟法底犹太人（Sephardic Jews）首席拉比Shlomo Amar宣佈確認此猶太教社群為可信的以色列失落支派，並同時派遣一小隊拉比到印度為該社群舉行犹太教正统派（Orthodox Judaism）的正式歸信儀式。根據以色列的回歸法，此批自稱屬瑪拿西支派的米佐猶太人將可移居以色列。雖然該社群的男性基因（見Y染色體）找不到與猶太人的任何聯繫，但在女性的基因中卻找到明顯的中東人特徵，這正符合認定猶太人的常規：母親是猶太人則子女就是猶太人。

## 經濟

### 主要經濟走向
下表是表示米佐拉姆邦邦內生產總值 估計由印度統計和計畫部門所公佈的資料，單位為百萬印度盧比
| 年份   | 米佐拉姆邦邦內生產總值 |
| ------ | ---------------------- |
| 1980年 | 680                    |
| 1985年 | 1,810                  |
| 1990年 | 3,410                  |
| 1995年 | 9,370                  |
| 2000年 | 17,690                 |